# دهستان جلگه (بردسکن)
دهستان جلگه دهستانی از توابع بخش شهرآباد شهرستان بردسکن در استان خراسان رضوی ایران است. مرکز این دهستان روستای رکن‌آباد می‌باشد و براساس سرشماری سال ۱۳۹۵ جمعیت آن ۷٬۳۸۲ نفر (۲٬۳۱۸ خانوار) بوده است.

## روستاها
- چراغ‌چین
- رکن‌آباد
- سلطان‌آباد
- صلح‌آباد
- ظاهرآباد
- عبدل‌آباد
- عظیم‌آباد
- علی‌آبادک
- فیروزآباد
- قوژدآباد
- نصرآباد